# Baška
Baška je naselje i općina u Hrvatskoj. Nalazi se na otoku Krku, u Primorsko-goranskoj županiji. Baška posjeduje izuzetno mnogo kulturnih znamenitosti; Crkva sv. Ivana Krstitelja, Crkva Majke Božje Goričke, Kapela sv. Marko, Bašćanska ploča, Crkva sv. Lucije u Jurandvoru, Zavičajni muzej Baška, Mrgari – suhozidne višeprostorne ovčare u obliku cvijeta.

## Zemljopis
Baška obiluje s tridesetak šljunčanih plaža koje su pristupačne za kupače svih uzrasta, a do njih se može doći pješice ili barkom. Ipak, najveća i jedna od najljepših je bašćanska "Vela plaža", koja se nalazi na jugozapadu naselja, okružena mnogobrojnim lokalima, restaurantima, pizzerijama, caffe barovima, hotelima, privatnim apartmanima za smještaj i drugim sadržajima koji čine sastavni dio ponude mjesta. "Vela plaža" je prirodna šljunčana plaža, duga 1800 m, može primiti nekoliko tisuća kupača. Posebno je pogodna za djecu i neplivače.
Na bašćanskoj "Veloj plaži" vijori se od 1999. godine i europska Plava zastava. Plava zastava za plažu dodijeljena je od europske zaklade za odgoj i obrazovanje za okoliš (Foundation for Enviromental Education in Europee – FEEE), a simbolizira očuvan, siguran i ugodan okoliš, čistoću mora i obale, te opremljenost, uređenost plaže uz razrađen sustav gospodarenja tim područjem. Na plaži je omogućeno iznajmljivanje pedalina, daski za jedrenje, suncobrana, ležaljki i ostalih plažnih rekvizita potrebnih za ugodan odmor.
Upravo su plaže potaknule razvoj turizma u Baški i to daleke 1908. godine, kada je tu službeno otvoreno prvo kupalište na otoku Krku.

## Stanovništvo
Po predzadnjem popisu stanovništva iz 2001. godine, općina Baška imala je 1554 stanovnika raspoređenih u 4 naselja:
- Baška – 901
- Batomalj – 117
- Draga Bašćanska – 276
- Jurandvor – 260

### Nacionalni sastav, 2001.
- Hrvati – 1419 (91,31)
- Albanci – 29 (1,87)
- Srbi – 25 (1,61)
- Bošnjaci – 13 (0,84)
- Slovenci – 11 (0,71)
- Rusini – 4
- Slovaci – 4
- Ukrajinci – 4
- Česi – 3
- Mađari – 3
- Makedonci – 3
- Talijani – 3
- Austrijanci – 1
- Crnogorci – 1
- Nijemci – 1
- ostali – 3
- neopredijeljeni – 26 (1,67)
- nepoznato – 1

| broj stanovnika | 2881  | 3166  | 3310  | 3518  | 3711  | 3305  | 3292  | 3172  | 2350  | 2151  | 1797  | 1568  | 1439  | 1456  | 1554  | 1674  | 1656  |
|                 | 1857. | 1869. | 1880. | 1890. | 1900. | 1910. | 1921. | 1931. | 1948. | 1953. | 1961. | 1971. | 1981. | 1991. | 2001. | 2011. | 2021. |

| broj stanovnika | 1811  | 1989  | 2050  | 2058  | 2047  | 1685  | 1550  | 1596  | 1117  | 1016  | 857   | 825   | 776   | 816   | 901   | 981   | 899   |
|                 | 1857. | 1869. | 1880. | 1890. | 1900. | 1910. | 1921. | 1931. | 1948. | 1953. | 1961. | 1971. | 1981. | 1991. | 2001. | 2011. | 2021. |

## Uprava
Baška je samostalna općina od 1994. godine. Načelnik Općine je Toni Juranić (HSP). Predsjednik 11-članog Općinskog vijeća je dr. Ivan Juranić (SDP).

## Povijest
Baška je, prema nalazištima u lokalnim špiljama, bila naseljena još u prapovijesno vrijeme. Prastanovnici ovog kraja bili su Iliri, etnogrupa Liburni. Kasnije se uz more razvilo rimsko naselje, čiji ostaci datiraju iz 2. stoljeća pr. Kr. Kod crkvice sv. Marka pronađeni su arheološki nalazi iz rimskog vremena.
Naselje Baška razvilo se kasnije, godine 418. na brdu sv. Ivana iznad današnje Baške. Kaštel Baška prvi se put spominje 1232. godine kao castellum Besca.

## Gospodarstvo
Glavna je djelatnost turizam. U Baški se nalaze dvije hotelske kuće, tri kampa i brojni privatni apartmani.

## Poznate osobe
- Vinko Čubranić, hrv. biskup
- Josip Ribičič, slovenski pisac, učitelj i urednik
- Fran Barbalić (1878.), hrvatski pedagog i povjesničar
- Vinko Premuda, hrv. glagoljaš i filolog

## Spomenici i znamenitosti
Stara građevinska tehnika gradnje suhozida, tj. gromača, slaganjem kamenja bez ikakvog vezivnog materijala, još je uvijek očuvana u krčkoj tradiciji. Njezin su najdojmljiviji i najrjeđi primjer mrgari, kompleksne višeprostorne ovčare od suhozida, s tlocrtom u obliku cvijeta, koje se koriste za razvrstavanje ovaca različitih vlasnika. Moguće ih je pronaći na samo tri mjesta u svijetu: u Walesu, na Islandu i u Baški.
Baška je poznata u povijesti i u književnosti po glasovitoj Bašćanskoj ploči. Zanimljivi su još stara jezgra mjesta, ostaci rimskog naselja te sakralni spomenici kulture.
U obližnjem Jurandvoru je crkva svete Lucije, u kojoj su pronađene dvije Bašćanske ploče iz srednjeg vijeka (druga kasnija u dijelovima oštećena).
Iznad Baške nalazi se slikoviti Plato Mjeseca.

### Umjetnička instalacija "Kapi"
Na zaobljenom hrptu brda iznad Baške imena Ljubimer smjestila se site-specific umjetnička instalacija „Kapi“ prestižnih čileanskih autora Smiljana Radića i Marcele Correa. Radi se o unikatnom umjetničkom djelu, osmišljenom baš za Bašku. Instalacija je stavila dodatni naglasak na tradicionalne suhozide mrgare, poštujući njihove vrijednosti i strukturu, ne dominirajući nad njima oblikovanjem ili materijalima.
Autori o karakteru instalacije: „Katkad ćete anonimna djela pronaći na neočekivanim mjestima. Ona su primitivna, djelić otpuštenog sjećanja… Poput dugog suhozida u Baški. U tom slučaju stvarnost umjetničke realizacije jednako je važna kao i njeno iznenadno otkriće, kao da smo prvi istraživači koji su naišli na nju.“

## Naobrazba
- Područna osnovna škola Baška

## Šport
- NK Vihor Baška
- Lovačko društvo "Kamenjarka"
- Ribarsko športsko društvo "Škrpina"
- Športsko društvo "Vihor"

## Galerija
- Baška
- Bašćanska luka
- Kuće na plaži Malik u Baški
- Bašćanska Draga
- prva Bašćanska ploča

## Vanjske poveznice

### Sestrinski projekti
|  | Zajednički poslužitelj ima još gradiva o temi Baška |

### Mrežna sjedišta
- Službena stranica Općine
- Turistička zajednica Baška (hrv.)(engl.)(njem.)(tal.)(češ.)